# Juan Manuel Villa
Juan Manuel Villa Gutiérrez (Sevilha, 26 de setembro de 1938 – 5 de janeiro de 2025) foi um futebolista espanhol, atuou como meio-campo.

## Carreira
Villa atuou no Zaragoza de 1962 a 1971, com o qual conquistou duas Copas del Rey (1964 e 1966) e duas Taças das Cidades com Feiras (1964 e 1966). Jogou em 233 partidas e marcou 77 gols pelo clube aragonês.
Fez parte do elenco da Seleção Espanhola de Futebol da Euro 1964, campeã do torneio.

## Morte
Villa morreu em 5 de janeiro de 2025, aos 86 anos.